# Pseudacidalia grisea
Pseudacidalia grisea là một loài bướm đêm trong họ Noctuidae.